# Deutsche Schwimmmeisterschaften 1918
Die 33. Deutschen Meisterschaften im Schwimmen wurden vom 24. bis 25. August 1918 als „3. Deutsche Kriegsmeisterschaften im Schwimmen“ ausgetragen. Geschwommen wurde im Schwimmbecken des Deutschen Stadions in der damals noch eigenständigen Stadt Charlottenburg, heute Ortsteil von Berlin.
Es wurde eine Strecke von 100 m Brust, Freistil sowie Rücken geschwommen und der Mehrkampf ausgetragen, welche aus Tauchen, Springen und 100 m Schwimmen bestand. Zudem fanden Vorläufe (ohne Meisterschaft) in Tauchen, 400 m Brust, 100 m Seite und 500 m Freistil der Männer statt. Die Staffelsieger erhielten einen „Weltausstellungspreis“. 100 m Freistil sowie 100 m Brust der Frauen fanden ohne Meisterschaft, sondern als Vorläufer statt.
| Disziplin      | Name             | Verein                | Zeit       | Punkte |
| -------------- | ---------------- | --------------------- | ---------- | ------ |
| 100 m Brust    | Alfred Wacker    | TSV Schwaben Augsburg | 1:24,4 min | –      |
| 100 m Freistil | Otto Kühne       | SC Hellas Magdeburg   | 1:12,0 min | –      |
| 100 m Rücken   | Erich Rademacher | SC Hellas Magdeburg   | 1:26,4 min | –      |
| Mehrkampf      | Hans Luber       | SC Poseidon Berlin    | –          | 71,60  |